# 武庫川團地前站
武庫川團地前站（日语：／ Mukogawa-Danchi-mae eki */?）是一個位於日本兵庫縣西宮市上田東町，屬於阪神電氣鐵道武庫川線的鐵路車站。車站編號為HS 51。是該線的終點站。

## 車站構造
對向式月台2面2線的地面車站，但西側月台完全不使用並封鎖，無法進入，實際上只使用有閘口的東側月台單向1面1線。

### 月台配置
| 月台 | 路線       | 目的地             |
| ---- | ---------- | ------------------ |
| 東側 | 武庫川線   | 東鳴尾、武庫川方向 |
| 西側 | （未使用） | （未使用）         |

## 相鄰車站
阪神電氣鐵道
 武庫川線
洲先（HS 52）－武庫川團地前（HS 51）

## 外部連結
- 武庫川團地前（路線圖、車站資訊） - 阪神電氣鐵道